# Gerd Truntschka
Gerd Truntschka je bývalý německý profesionální hokejista. Patří k nejúspěšnějším hokejistům německé historie. Jeho mladší bratr Bernd Truntschka je rovněž bývalým německým hokejovým reprezentantem.

## Klubová kariéra
Celou svou kariéru strávil v německé hokejové lize. V roce 1978 byl sice draftován klubem St. Louis Blues z dvousté pozice, v NHL však nikdy nenastoupil. 

Vyrůstal v klubu EV Landshut, ve kterém i debutoval v lize v sezóně 1975/1976. Později hrával za Kölner Haie, Düsseldorfer EG a EC Hedos München, kde v roce 1994 zakončil kariéru. Získal osmkrát německý mistrovský titul. V lize odehrál celkem 858 utkání (vč. play-off) a zaznamenal 1420 kanadských bodů. V této statistice mu patří historicky druhé místo.

## Reprezentační kariéra
Za Německo odehrál 215 utkání a dal 51 reprezentačních gólů. Byl dlouholetým kapitánem německého národního týmu. Účastnil se čtyřech olympijských her (v letech 1980, 1984, 1988 a 1992) a devíti turnajů Mistrovství světa kategorie A. V roce 1987 byl vyhlášen členem All-stars týmu.

## Úspěchy a ocenění
Týmové
- osmkrát německý mistr - v letech 1984, 1986, 1987, 1988, 1990, 1991, 1992 a 1994

Individuální
- Gustav-Jaenecke-Cup pro nejlepšího střelce bundesligy - 1987/88 a 1988/89
- nejlepší střelec bundesligového play-off 1989/90
- německý hráč roku v letech 1984, 1987, 1988, 1990 a 1991
- člen All-star týmu bundesligy v sezónách 1985/86, 1986/87, 1987/88, 1988/89, 1989/90 a 1991/92
- člen All-Star týmu Mistrovství světa 1987